# Gilbert Carpentier (spéléologue)
Pour les articles homonymes, voir Gilbert Carpentier et Carpentier.
Gilbert Carpentier, né  le 21 décembre 1942 à Yvetot en Seine-Maritime et décédé accidentellement le 6 mars 1976 à Canteleu en Seine-Maritime, est un alpiniste et un spéléologue français. 
Il est surtout connu pour ses travaux associatifs et de terrain en Seine-Maritime.

## Biographie
Gilbert Carpentier est né  le 21 décembre 1942 à Yvetot en Seine-Maritime ; il est décédé accidentellement le 6 mars 1976 dans les falaises de la carrière Biessard en explorant de nouvelles cavités sur la commune de Canteleu en Seine-Maritime.
Il travaillait à l'usine Renault de Cléon.
Il était d'abord alpiniste de haut niveau.

## Activités spéléologiques
Il découvrit la spéléologie avec le Groupe spéléologique de l'association sportive et culturelle de Bonsecours de 1972 à 1975.
Il créa alors, dès 1974, la section spéléologique de l'Athlétic-club Renault de Cléon, dont il fut aussitôt le président.
En 1975, il devient Initiateur de la Fédération française de spéléologie.
Avec son équipe dynamique, il multiplie les découvertes dans le karst régional, en particulier dans les grottes de Caumont.
Il élabore la revue L'Ursus qui deviendra plus tard l'organe du Comité départemental de Spéléologie de Seine-Maritime.
Il fut désigné comme responsable régional du Spéléo-secours juste avant son accident.

## Œuvres
- Carpentier, G. (1976) : Les chauve-souris, in L'Ursus (Cléon) 1976 (1), p. 16.
- Carpentier, G. (1975) : Compte rendu du camp de Pâques du Groupe spéléo - Belgique, 13-15 avril 1974 - ASCB Info (1975) 3, reprise dans La Scrofule 1977 (2).

## Sources et références
- « Les grandes figures disparues de la spéléologie française », Spelunca (Spécial Centenaire de la Spéléologie), no 31,‎ juillet-septembre 1988, p. 35
- Delanghe, Damien, Médailles et distinctions honorifiques (document PDF), in : Les Cahiers du CDS no 12, mai 2001.
- Association des anciens responsables de la fédération française de spéléologie : In Memoriam.
- Dodelin, C. (1976) : Gilbert Carpentier, in Spelunca (Paris), 1976 (2), p. 52, 1 photographie.